# 小西あゆ香
小西 あゆ香（こにし あゆか）は、アナウンサー、歌手、MC、番組アシスタント、ディレクター、地上デジタル放送推進大使など、様々な業務に従事している、びわ湖放送の社員。既婚。婚姻後、本名非公表。子1人。

## 経歴
滋賀県出身。金沢大学理学部地球学科卒業。大学生時代は放送研究会（金沢大学放送局）の活動に参加したり、バンド活動をしたりしていた。
2008年びわ湖放送に入社後、フロアディレクターなどの業務を経験する。現在は、藤井組との共働による「アミンチュプロジェクト」が主な仕事である。また、2009年、牧田もりかつが♪「いいじゃないか男だ」の活動をしていた際には、牧田もりかつに代わり地上デジタル放送推進大使「TEAM2011」のメンバーとなり、“地デジ迷子”撲滅キャンペーンで啓発ポスターや告知に出演した。また、完全地デジ化1年前となった2010年7月は、牧田もりかつが全国高等学校野球選手権大会滋賀大会の中継で拘束されていたため再び「TEAM2011」として活動し、京都府でのイベントや兵庫県の阪神甲子園球場での「タイガース地デジカナイター」に参加。2011年9月16日に大阪府で行われた“解団式”にあたる「近畿広域圏地デジ完全移行報告会」にはびわ湖放送代表として出席し、最後のサッカーユニフォーム姿を披露した。
びわ湖放送はアナウンサーの採用を行っていないため、総合職として採用された社員の中から適性のある者がアナウンス業務を担当しており、小西あゆ香の場合も適性を認められ“アナウンサー”認定されたことで番組で顔出しするようになったほか、地デジ大使としての仕事を担当することになった。ちなみに牧田もりかつは報道記者、制作ディレクターも日常業務であった（現在は退職しておりフリーとして関わる）。ニュース読みでさえも、外部発注である。
出演番組の一部はインターネット上で無料配信されている。

## 出演歴
- すっぱいアミンチュ「あゆ香のおやすみンチュ」
- お子様カンフー（「あゆ香」名義）
- アミンチュ劇場
- すくすくすんぶん（「ケーキさん」名義）
- 食農バラエティ アグリンチュ
- 恋コイかくれんぼ 小西と吉田（2011年7月25日 - 2011年9月26日）
- あゆ香のおどってパンプリン（2012年4月2日 - ）
- その他アミンチュプロジェクト関連番組